# JWH-051
JWH-051，分子式C25H38O2，是一种人工合成的JWH系列大麻素，由约翰·威廉·霍夫曼合成，和HU-210相比少了一个苯环上1号位的羟基。